# Pork Pie
Pork Pie est un groupe de fusion fondé par le néerlandais Jasper van 't Hof, qui en est le leader, le saxophoniste américain Charlie Mariano et le guitariste belge Philip Catherine.
Le nom Pork Pie est un clin d'œil à Goodbye Pork Pie Hat, un titre écrit par Charlie Mingus.
Parmi les groupes de jazz électrique des années 1970, Pork Pie produit une musique subtile, intelligente et qui évite les écueils de la démonstration technique et de la surenchère d'adrénaline électrique.
Jasper Van'T Hof a fait ses débuts en autodidacte à l'intérieur du groupe de jazz progressif psychédélique Association Pierre Courbois, un groupe à rapprocher des épisodes free jazz des Anglais de Soft Machine. Il va par la suite accompagner le Jean-Luc Ponty Experience, ainsi qu'Archie Shepp.
Charlie Mariano est connu pour son travail dans le big band de Stan Kenton, et aux côtés de Charlie Mingus. Son mentor est Charlie Parker. À la fin des années 1960, il va voyager en Inde, et apprendre à jouer du Nagaswaram ou Nagasuram, une sorte de hautbois indien à la sonorité nasillarde. Au début des années 1970, il va jouer avec de nombreuses formations de jazz électrique.
Philip Catherine a été surnommé le Django belge.
Le son de Pork Pie est marqué par la gamme de couleurs électroniques de Jasper Van'T Hof.
Charlie Mariano apporte ses flutes, saxophones et son nagasuram, ainsi que l'influence de la musique indienne dont il adapte des morceaux traditionnels.
Philip Catherine est présent, mais tout en discrétion, puissamment rythmique, et épaulé par une section rythmique évolutive, mais toujours musclée : Jean-François Jenny-Clark à la contrebasse et Aldo Romano à la batterie sur Transitory et Jazz a Confronto 15, remplacés respectivement par Bo Stief et John Marshall sur The Door is Open.

## Discographie
- 1974 : Transitory
- 1975 : Jac's Group - Jazz a Confronto N°15
- 1976 : The Door Is open
- 1979 : Sleep My Love

Le trio Van'T Hof-Mariano-Catherine :
- 1974 : Cascade (album de Charlie Mariano avec John Lee et Gerry Brown, plus Chris Hinze's Combination)
- 1974 : September Man (album de Philip Catherine avec John Lee et Gerry Brown, plus Palle Mikkelborg)

## Sources
All Music Guide, Discogs, freeform.org